# Dwars door België 1948
De 4e editie van Dwars door België werd verreden op zaterdag 27 maart en zondag 28 maart 1948. Deze editie ging over 2 etappes. 

## Wedstrijdverloop 1e etappe
De start van de 1e etappe lag in Waregem, de finish in Spa, de afstand bedroeg 232 km. 130 renners gingen van start in Waregem. Er stond een zeer harde wind op kop. Er wisten 3 renners ruim 100 kilometer voor het peloton uit te fietsen, maar in de buurt van Hoei werden ze ingelopen. Desmet ging in de aanval en hij kreeg 8 renners mee. Op de Côte d'Embourg trokken Rosseel en Hendrickx fors door zodat ze met 2 vooruit kwamen. In Spa schudde Hendrickx Rosseel van zich af en won overtuigend deze 1e etappe van Dwars door België. 

## Hellingen 1e etappe
De volgende hellingen moesten in de 1e etappe van 1948 beklommen worden:

## Uitslag 1e etappe
| Plaats  | Naam             | Ploeg | Tijd     |
| ------- | ---------------- | ----- | -------- |
| Winnaar | Marcel Hendrickx |       | 7u26'00" |
| 2       | André Rosseel    |       | op 10"   |
| 3       | Marcel Rijckaert |       | op 15"   |

## Wedstrijdverloop 2e etappe
De 2e etappe ging een dag later van Spa terug naar Waregem, de afstand bedroeg 245 km. De afgestapte wielrenners mochten deze 2e etappe wel weer deelnemen zodat 75 renners van start gingen in Spa. Nu hadden de renners wind mee en het tempo lag hoog. Leider Hendrickx reed lek in Sint-Truiden en nu volgde de ene aanval na de andere. In Mechelen was er uiteindelijk een groep van 46 renners vooraan. Weer werd volop aangevallen. Engels demarreerde fors en kreeg Desmet mee. Bij het ingaan van de 1e lokale ronde in Waregem hadden zij 45" voorsprong op de achtervolgende Van Kerkhoven, Rondele en Meersman. Daarachter volgde een groep van 22 renners op al 1'20". In de 2e lokale ronde waren de 2 vooraan er aan voor de moeite. Uiteindelijk won Rondele deze 2e etappe van Dwars door België. Rosseel die in de 1e etappe 2e werd, werd in deze 2e etappe 4e en won zo het eindklassement.

## Uitslag 2e etappe

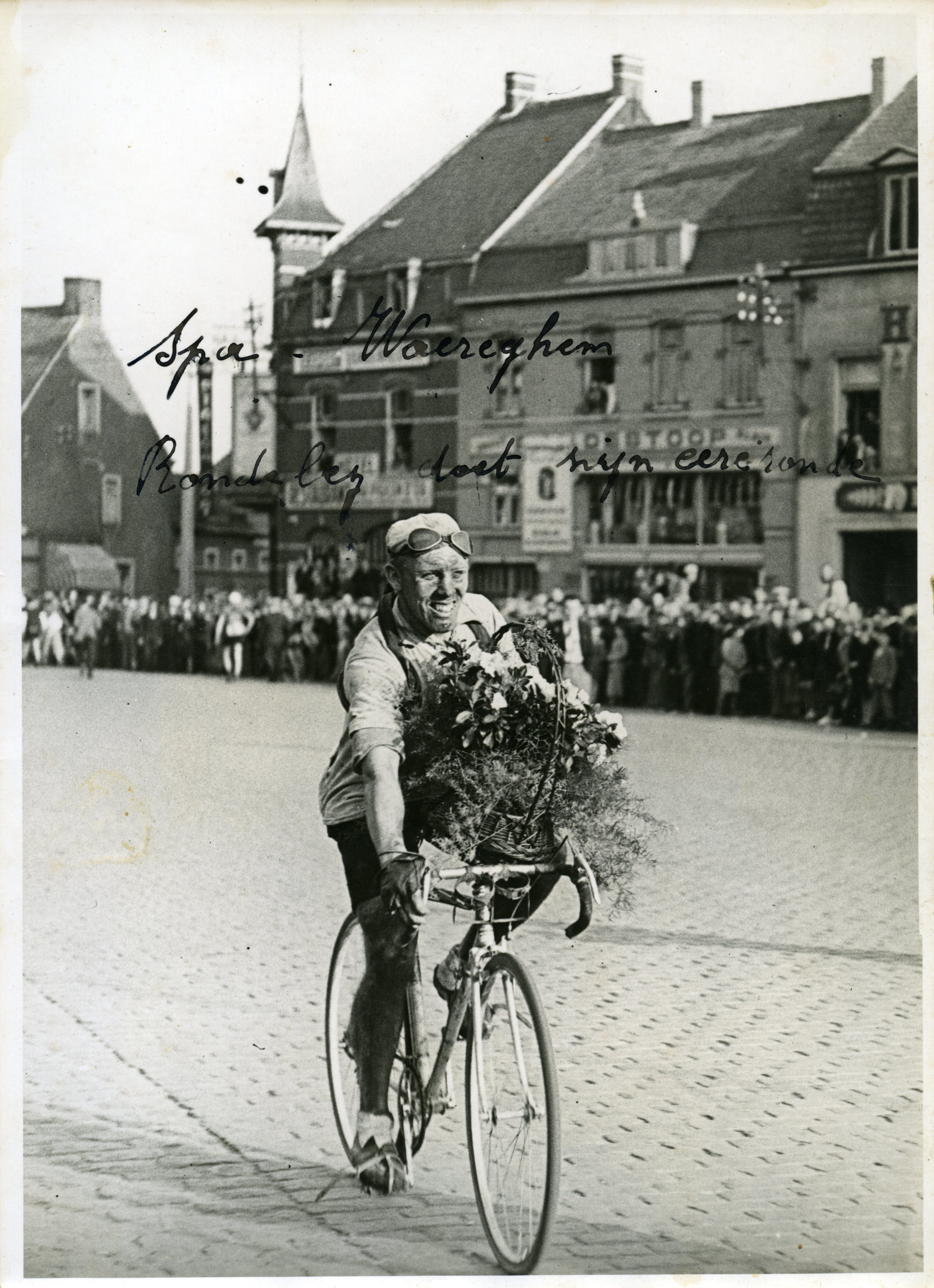
Florent Rondelé doet een ereronde in Waregem na als eerste over finish te komen.

| Plaats  | Naam               | Ploeg | Tijd     |
| ------- | ------------------ | ----- | -------- |
| Winnaar | Florent Rondele    |       | 6u36'57" |
| 2       | Rik van Kerkhoven  |       | op 2"    |
| 3       | Marcel Verschueren |       | op 30"   |

## Eindklassement
| Plaats  | Naam               | Ploeg | Tijd     |
| ------- | ------------------ | ----- | -------- |
| Winnaar | André Rosseel      |       | 14u3'27" |
| 2       | Mathieu Florent    |       | op 46"   |
| 3       | Roger Desmet       |       | z.t.     |
| 4       | Marcel Verschueren |       | z.t.     |
| 5       | Sylveer Maes       |       | op 1'09" |
| 6       | Jan Bogaerts       |       | z.t.     |
| 7       | Marcel Rijckaert   |       | op 1'15" |
| 8       | Leon Daenekindt    |       | op 1'30" |
| 9       | Briek Schotte      |       | z.t.     |
| 10      | René Walschot      |       | op 1'46" |

1945 · 1946 · 1947 · 1948 · 1949 · 1950 · 1951 · 1952 · 1953 · 1954 · 1955 · 1956 · 1957 · 1958 · 1959 · 1960 · 1961 · 1962 · 1963 · 1964 · 1965 · 1966 · 1967 · 1968 · 1969 · 1970 · 1971 · 1972 · 1973 · 1974 · 1975 · 1976 · 1977 · 1978 · 1979 · 1980 · 1981 · 1982 · 1983 · 1984 · 1985 · 1986 · 1987 · 1988 · 1989 · 1990 · 1991 · 1992 · 1993 · 1994 · 1995 · 1996 · 1997 · 1998 · 1999 · 2000 · 2001 · 2002 · 2003 · 2004 · 2005 · 2006 · 2007 · 2008 · 2009 · 2010 · 2011 · 2012 · 2013 · 2014 · 2015 · 2016 · 2017 · 2018 · 2019 · 2020 · 2021 · 2022 · 2023 · 2024

Lijst van beklimmingen